# جائزة سكي
جائزة سكي هي جائزة سنويَّة تقدمها أو إستاداو دي ساو باولو، لتكريم أفضل الفنانين البرازيليين المسرحيين والأفلام.

## تاريخ
خلال الخمسينيات والستينيات من القرن الماضي، كانت أكبر جائزة في السينما الوطنية.
كان تمثاله الصغير ساسي، شخصية مشهورة في الفولكلور البرازيلي، اقترحه أحد القراء من خلال مسابقة افتتحتها الصحيفة. قام بنحت الكأس الفنان التشكيلي فيكتور بريشيريت.

## حاصلون على الجائزة
- إنزيتا باروسو (1953 و 1955)
- تونيا كاريرو
- والمور شاغاس (1956)
- سيرو ديل نيرو.[3]
- خورخي دوريا.[4]
- أوديت لارا (1957)
- إيليان لاج (1953)
- نيديا ليكيا.[5]
- أوزفالدو مولات
- راشيل دي كيروش (1954)
- ماريو سيرجيو (1953)
- روث دي سوزا
- إيفا فيلما.[6]